# Кустанайский облисполком
Кустанайский облисполком (исполнительный комитет Кустанайского областного Совета народных депутатов) — орган государственной власти на территории Кустанайской области, функционировавший с 24 декабря 1939 г. по 21 февраля 1992 г.

## История
Кустанайская область была образована из 11 районов Актюбинской и одного района Карагандинской областей постановлением ВЦИК от 29 июля 1936 года. 
23 ноября 1970 года южная часть области была передана в состав новообразованной Тургайской области, упразднённой 2 июня 1988 года и вновь восстановленной в августе 1990 года.
Область награждена двумя орденами Ленина(в 1966 и 1970 годах).
После распада СССР, 17 июня 1997 года, Указом Президента Казахстана транскрипция названия города Кустанай на русском языке была изменена на город Костанай, а Кустанайской области — на Костанайскую область.
Одновременно, в состав Костанайской области вошла часть вновь упразднённой Тургайской области, включая её административный центр — город Аркалык — и два района (Амангельдинский и Джангельдинский).
С момента образования Кустанайской области в 1936 году и до 1939 года государственная власть области была представлена Советами рабочих, крестьянских и красноармейских депутатов.
Исполнительным и распорядительным органом Кустанайского областного Совета был избираемый им из числа депутатов исполнительный комитет. Впервые Кустанайский областной исполнительный комитет Советов рабочих, крестьянских и красноармейских депутатов был избран 18 ноября 1936 года. С момента образования области и до образования облисполкома исполнительным и распорядительным органом власти на территории Кустанайской области был Оргкомитет Каз. ЦИК.
Указом Президиума Верховного Совета Казахской ССР от 2 января 1963 года Кустанайский областной Совет депутатов трудящихся и его исполнительный комитет был переименован в Кустанайский областной сельский Совет депутатов трудящихся. В соответствии с Указом Президиума Верховного Совета Казахской ССР от 17 декабря 1964 года Кустанайский областной сельский Совет депутатов трудящихся переименован в Кустанайский областной Совет депутатов трудящихся.
В соответствии с Конституцией Казахской ССР, принятой 20 апреля 1978 года на внеочередной VII сессии Верховного Совета Казахской ССР девятого созыва, Кустанайский областной Совет депутатов трудящихся переименован в Кустанайский областной Совет народных депутатов.
21 февраля 1992 года постановлением десятой сессии Кустанайского областного Совета народных депутатов двадцать первого созыва в соответствии с Законом Республики Казахстан "О внесении на переходный период изменений и дополнений в Закон Республики Казахстан «О местном самоуправлении и местных Советах народных депутатов Республики Казахстан» и «О приостановлении действия отдельных норм Конституции Казахской ССР в переходный период» был упразднен исполнительный комитет Кустанайского областного Совета народных депутатов.

## Председатели исполнительного комитета
- Бахитжан Байдаков — 18.11.1936 — 13.09.1937
- Миронов Степан Антиохович — 08.01.1940 — 13.12.1940
- Керимбаев Даниял Керимбаевич — 24.12.1940 — 28.09.1945
- Жусупов Абжан Суйкумбаевич — 28.07.1945 — 17.03.1950
- Мамбетов Ахмет Исмагулович — 17.03.1950 — 26.07.1951
- Утегалиев, Кулжан Утегалиевич — 26.07.1951 — 04.11.1953
- Слажнев Иван Гаврилович — 04.11.1953 — 15.04.1955
- Батамиров Анатолий Михайлович — 20.07.1957 — 12.03.1957
- Гарагаш Александр Дементьевич — 29.03.1957 — 15.03.1963
- Моторико Михаил Георгиевич — 14.03.1963 —19.05.1971
- Пономарёв Николай Александрович — 19.05.1971 — 17.05.1977
- Куппаев Тулеген Байгужевич — 17.05.1977 — 10.12.1982
- Сагдиев Махтай Рамазанович — 25.03.1983 — 29.01.1985
- Мендыбаев Марат Самиевич — 16.03.1985 —13.11.1985
- Тюлебеков Касым Хажибаевич — 13.11.1985 — 16.05.1987
- Укин Кенжебек Укинович — 30.07.1987 — 22.09.1990
- Ахметов Тулебай Нургалиевич — 22.09.1990 — 21.02.1992
- Князев Николай Трифонович — 10.01.1990 — 09.12.1993 (Председатель областного Совета)